# EBS 교육대토론
《EBS 교육대토론》은 EBS 1TV에서 금요일 밤 11시 55분에 방송된 교양 프로그램이다.

## 방송 시간
| 방송 채널 | 방송 기간                         | 방송 시간                                    | 방송 분량  |
| --------- | --------------------------------- | -------------------------------------------- | ---------- |
| EBS 1TV   | 2013년 3월 1일 ~ 2013년 8월 23일  | 매주 금요일 낮 12시 40분 ~ 낮 2시            | 1시간 20분 |
| EBS 1TV   | 2013년 8월 26일 ~ 2014년 2월 17일 | 매주 월요일 밤 11시 40분 ~ 새벽 1시          | 1시간 20분 |
| EBS 1TV   | 2014년 2월 28일 ~ 2014년 8월 22일 | 매주 금요일 낮 12시 15분 ~ 낮 1시 40분       | 1시간 25분 |
| EBS 1TV   | 2014년 9월 5일 ~ 2018년 2월 23일  | 매주 금요일 낮 12시 20분 ~ 오후낮 1시 40분   | 1시간 20분 |
| EBS 1TV   | 2018년 3월 2일 ~ 2018년 8월 17일  | 매주 금요일 밤 11시 55분 ~ 오전새벽 1시 15분 | 1시간 20분 |

## 역대 MC
- 1대 송해덕 : (2013년 8월 26일 ~ 2015년 2월 27일)
- 2대 강지원 : (2015년 3월 6일 ~ 2018년 2월 23일)

## 결방 사유 및 편성 변경
2014년
- 10월 3일 : 한국기행(종합) 방송 관계로 1주일로 연기 되었다.

2016년
- 9월 16일 : <추석 특선 애니메이션> 월리스와 그로밋: 거대 토끼의 저주 방송 관계로 1주일로 연기 되었다.

2017년
- 10월 6일 : 추석 특선 다큐멘터리 <시베리아 야생을 가다> 특집방송 관계로 1주일로 연기 되었다.

2018년
- 2월 16일 : 설 특선 <태양의 서커스-토루크> 특집방송 관계로 1주일로 연기 되었다.

## 타이틀 변천사
| 역대 | 타이틀                   | 방송 기간                         |
| ---- | ------------------------ | --------------------------------- |
| 1대  | <난상토론> 교육을 말한다 | 2013년 3월 1일 ~ 2013년 8월 23일  |
| 2대  | 생방송 EBS 교육대토론    | 2013년 8월 26일 ~ 2016년 8월 19일 |
| 3대  | EBS 교육대토론           | 2016년 9월 2일 ~ 2018년 8월 17일  |